# Rio Bârzei
O Rio Bârzei é um rio da Romênia afluente do Gilort, localizado no distrito de Gorj.